# Bojary (sielsowiet Parafianowo)
Bojary (biał. Баяры; ros. Бояры) – wieś na Białorusi, w obwodzie witebskim, w rejonie dokszyckim, w sielsowiecie Parafianowo.

## Historia
W czasach zaborów wieś leżała w gminie Pariafianów, w powiecie wilejskim w guberni wileńskiej Imperium Rosyjskiego. Wieś należała do dóbr Ankudowo Rodziewiczów.
W dwudziestoleciu międzywojennym wieś leżały w Polsce, w województwie wileńskim, w powiecie duniłowickim, od 1926 w powiecie dziśnieńskim, w gminie Parafianów.
Według Powszechnego Spisu Ludności z 1921 roku zamieszkiwało wieś 58 osób, wszystkie były wyznania rzymskokatolickiego. Jednocześnie 47 mieszkańców zadeklarowało polską a 11 białoruską przynależność narodową. Było tu 13 budynków mieszkalnych. W 1931 w 18 domach zamieszkiwało 85 osób.
Wierni należeli do parafii rzymskokatolickiej w Parafianowie. Miejscowość podlegała pod Sąd Grodzki w Dokszycach i Okręgowy w Wilnie; właściwy urząd pocztowy mieścił się w Parafianowie.